# Luca Zaia
Luca Zaia (ur. 27 marca 1968 w Conegliano) – włoski polityk, urzędnik administracji terytorialnej, od 2008 do 2010 minister rolnictwa, następnie prezydent Wenecji Euganejskiej.

## Życiorys
W 1993 ukończył studia rolnicze z zakresu produkcji zwierzęcej na Uniwersytecie w Udine, kształcił się następnie na kursach menedżerskich. Zaangażował się w działalność Ligi Północnej. W 1995 został radnym Prowincji Treviso, a trzy lata później najmłodszym prezydentem prowincji. W 2005 objął nowe stanowisko, tj. członka zarządu regionu Wenecja Euganejska ds. turystyki.
W 2008 po zwycięskich dla centroprawicowego bloku składającego się z Ludu Wolności, Ligi Północnej i Ruchu dla Autonomii przedterminowych wyborach parlamentarnych, wszedł w skład czwartego gabinetu Silvia Berlusconiego, obejmując urząd ministra polityki rolnej, żywnościowej i leśnej.
Z rządu odszedł w 2010 po tym, jak wygrał wybory regionalne na stanowisko prezydenta regionu Wenecja Euganejska (w resorcie rolnictwa zastąpił go dotychczasowy prezydent regionu Giancarlo Galan). W 2015 i 2020 ponownie wybierany na prezydenta Wenecji Euganejskiej.